# Viracochiella clavata
Viracochiella clavata är en kvalsterart som först beskrevs av Mihelcic 1956.  Viracochiella clavata ingår i släktet Viracochiella och familjen Ceratozetidae. Inga underarter finns listade i Catalogue of Life.